# Mindaugas Kavoliūnas
Mindaugas Kavoliūnas (* 20. Dezember 1989) ist ein litauischer Biathlet.
Mindaugas Kavoliūnas bestritt seine ersten Rennen in der Saison 2006/07 im Europacup (später IBU-Cup) der Junioren. 2007 nahm er in Martell erstmals an Biathlon-Juniorenweltmeisterschaften teil und wurde 64. des Einzels, 44. des Sprints, 48. der Verfolgung sowie 14. mit der litauischen Staffel. Im weiteren Verlauf des Jahres nahm er an den Juniorenrennen der Sommerbiathlon-Weltmeisterschaften 2007 in Otepää teil, wo er bei den Crosslauf-Wettkämpfen 28. des Sprints und 30. der Verfolgung, auf Rollski Siebter des Sprints und 21. der Verfolgung. Seine zweite Junioren-Weltmeisterschaften lief Kavoliūnas 2008 in Ruhpolding. In Deutschland lief er auf die Plätze 80 im Einzel, 61 im Sprint und 14 mit der Staffel. Es folgte die Teilnahme an den Juniorenrennen der Biathlon-Europameisterschaften 2008 in Nové Město na Moravě, bei denen der Litauer 48. des Einzels, 49. des Sprints und 43. der Verfolgung wurde. Das Staffelrennen beendete die Auswahl seines Landes nicht. Später folgte die Teilnahme an den Juniorenwettbewerben der Sommerbiathlon-Weltmeisterschaften 2008 in der Haute-Maurienne. In Frankreich wurde Kavoliūnas auf Skirollern 24. des Sprints und 29. der Verfolgung.
Im Jahr darauf nahm Kavoliūnas in Canmore erneut an einer Junioren-WM teil und erreichte die Plätze 51 im Einzel, 50 im Sprint und 51 in der Verfolgung. Danach nahm er erneut an den Juniorenrennen der Biathlon-Europameisterschaften 2009 in Ufa teil und erreichte die Platzierungen 26 im Einzel, 20 im Sprint und 28 in der Verfolgung. Ebenfalls zum dritten Mal startete Kavoliūnas bei den Juniorenrennen der Sommerbiathlon-Weltmeisterschaften 2009 in Oberhof. Er wurde 39. des Sprints und 31. der Verfolgung im Crosslauf, 33. des Sprints und 16. der Verfolgung auf Skirollern. Seine letzte Junioren-WM lief er 2010 in Torsby. In Estland kam er auf die Plätze 20 im Einzel, 33 im Sprint, 38 in der Verfolgung und 14 mit der Staffel. Letzte internationale Meisterschaft bei den Junioren wurden die Biathlon-Europameisterschaften 2010 in Otepää. Kavoliūnas kam auf den sechsten Platz im Einzel, wurde 37. des Sprints und 32. der Verfolgung. Für das Staffelrennen wurde er zu den Männern berufen.
Bei den Männern startet Kavoliūnas seit der Saison 2008/09 im IBU-Cup. Sein erstes Rennen bestritt er in Obertilliach und wurde 93. eines Einzels. 2009 erreichte er als 63. eines Sprints in Obertilliach sein bestes Ergebnis in der Rennserie. Seit der Saison 2009/10 startet der Litauer auch im Biathlon-Weltcup. Bei seinem ersten Rennen, einem Sprint in Östersund kam er auf den 126. Platz. Bestes Ergebnis im Weltcup ist bislang ein 99. Platz in einem 2010 gelaufenen Sprint in Kontiolahti. Sein erstes Männerrennen bei einer internationalen Meisterschaft bestritt er bei der EM 2010 in Otepää und wurde an der Seite von Tomas Kaukėnas, Karol Dombrovski und Karolis Zlatkauskas als Startläufer der Staffel 16.

## Weltcupstatistik
Die Tabelle zeigt alle Platzierungen (je nach Austragungsjahr einschließlich Olympische Spiele und Weltmeisterschaften).
- 1.–3. Platz: Anzahl der Podiumsplatzierungen
- Top 10: Anzahl der Platzierungen unter den ersten zehn (einschließlich Podium)
- Punkteränge: Anzahl der Platzierungen innerhalb der Punkteränge (einschließlich Podium und Top 10)
- Starts: Anzahl gelaufener Rennen in der jeweiligen Disziplin

| Platzierung                      | Einzel | Sprint | Verfolgung | Massenstart | Staffel | Gesamt |
| -------------------------------- | ------ | ------ | ---------- | ----------- | ------- | ------ |
| 1. Platz                         |        |        |            |             |         |        |
| 2. Platz                         |        |        |            |             |         |        |
| 3. Platz                         |        |        |            |             |         |        |
| Top 10                           |        |        |            |             |         |        |
| Punkteränge                      |        |        |            |             | 4       | 4      |
| Starts                           |        | 4      |            |             | 4       | 8      |
| Stand: nach der Saison 2010/2011 |        |        |            |             |         |        |